# Сански-Мост (община)
Община Сански-Мост (босн. и хорв. Opština Sanski Most, серб. Општина Сански Мост) — боснийская община, расположенная в северо-западной части Федерации Боснии и Герцеговины. Административным центром является город Сански-Мост.

## Географическое положение
Располагается в середине течения реки Саны, гранича с горой Грмеч на западе и горами Мулеж и Бехремагиница на востоке. На территории общины протекают, помимо реки Саны, ещё восемь крупных рек: Саница, Дабар, Здена, Блиха, Майданска-Риека, Япра, Сасинка и Козица, а также множество маленьких речек. Есть несколько карстовых источников, которые являются истоками рек: Санский, Дабарский и Зденский источники. В селе Илиджа близ горы Мулеж есть радиоактивный источник с мощными лечебными свойствами, там же есть несколько пещер, среди которых  Хрустовацкая и Дабарская.

## Население
По данным переписи населения 1991 года, в 75 населённых пунктах общины проживали 60307 человек.
В конце 1991 года, уже в разгар гражданской войны, население и национальный состав распределялись следующим образом:
Большая часть сербского населения бежала из общины, укрывшись в Приедоре, Баня-Луке, Футоге и Белграде. В настоящее время существуют несколько обществ по защите прав беженцев, самым известным является общество «Санский очаг», базирующееся в Баня-Луке.

## Список населённых пунктов
Белине, Боиште, Босански-Миловац, Бошняци, Брдари, Врхполе, Главице, Горице, Горни-Дабар, Горни-Каменград, Горни-Липник, Горня-Козица, Горня-Трамошня, Демишевци, Дони-Дабар, Дони-Каменград, Дони-Липник, Доня-Козица, Доня-Трамошня, Джевар, Джедовача, Джуричи, Зенковичи, Грдановци, Елашиновци, Илиджа, Киево, Клевци, Козин, Коркевци, Крухари, Лукавице, Лушци-Паланка, Лужани, Майкич-Япра-Доня, Майкич-Япра-Горня, Милевци, Модра, Мркали, Напреле, Окреч, Отиш, Побриежье, Подлуг, Подови, Подвидача, Поляк, Праштали, Сански-Мост, Сасина, Скуцани-Вакуф, Слатина, Стара-Риека, Стари-Майдан, Сухача, Томина, Трнова, Файтовци, Хадровци, Хрустово, Хусимовци, Чапле, Шеховци и Шкрлевита.